# KkStB-Tenderreihe 73
Die kkStB-Tenderreihe 73 war eine Schlepptenderreihe der kkStB, deren Tender ursprünglich von der österreichisch-ungarischen Staatseisenbahn-Gesellschaft (StEG) stammten.
Die StEG beschaffte diese Tender für ihre Lokomotiven Reihe 36.0 im Jahre 1908.
Sie wurden von der eigenen Maschinenfabrik geliefert.
Nach der Verstaatlichung der StEG ordnete die kkStB diese Tender als Reihe 73 ein und kuppelte sie weiterhin ausschließlich mit den Lokomotiven Reihe 211 (ex StEG 36.0).